# هانا فان بيورين
هانا فان بيورين (بالإنجليزية: Hannah Van Buren)‏ ولدت في ( 8 مارس 1783م - وتوفيت في 5 فبراير 1819م )، زوجة رئيس الولايات المتحدة الثامن مارتن فان بيورين، لكنها توفيت قبل ان يتولى منصب الرئاسة.